# El Kabaria
El Kabaria est une délégation tunisienne dépendant du gouvernorat de Tunis.

## Étymologie
Son nom est inspiré des câpriers (kabar en arabe) qui étaient auparavant plantés à cet endroit,.

## Géographie

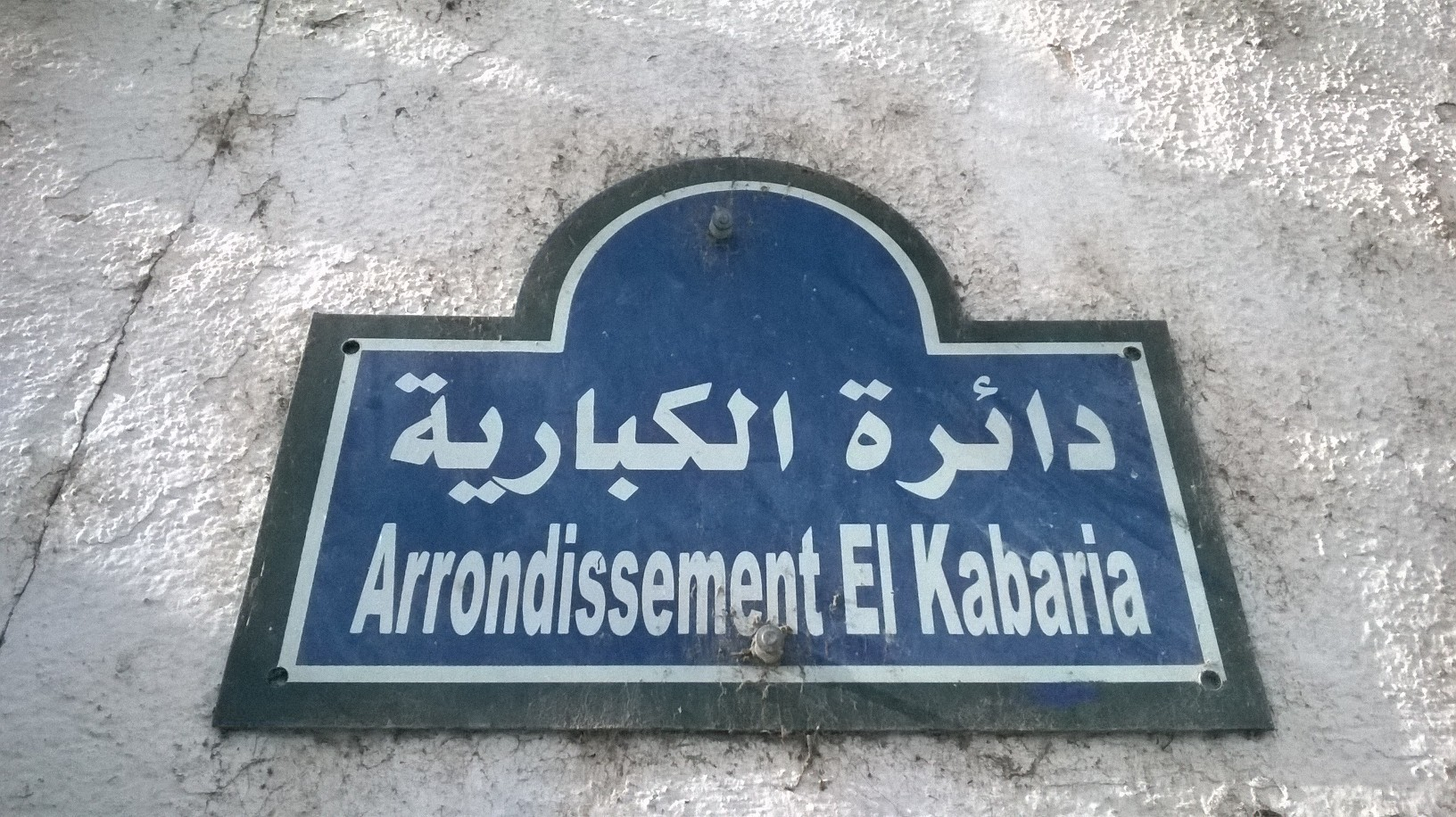
Plaque indiquant l'arrondissement d'El Kabaria.

Elle comporte un certain nombre de quartiers dont :
- El Ouardia 4 ;
- El Kabaria 1 ;
- El Kabaria 2 ;
- El Kabaria 3 ;
- El Kabaria 4 ;
- Cité Ibn Sina ;
- Cité Bou Hjar ;
- El Mourouj 2.

Elle est délimitée par la délégation d'El Ouardia au nord, les municipalités d'El Mourouj et de Mohamedia-Fouchana au sud, la délégation de Djebel Jelloud à l'est et la sebkha Séjoumi à l'ouest. 

## Histoire

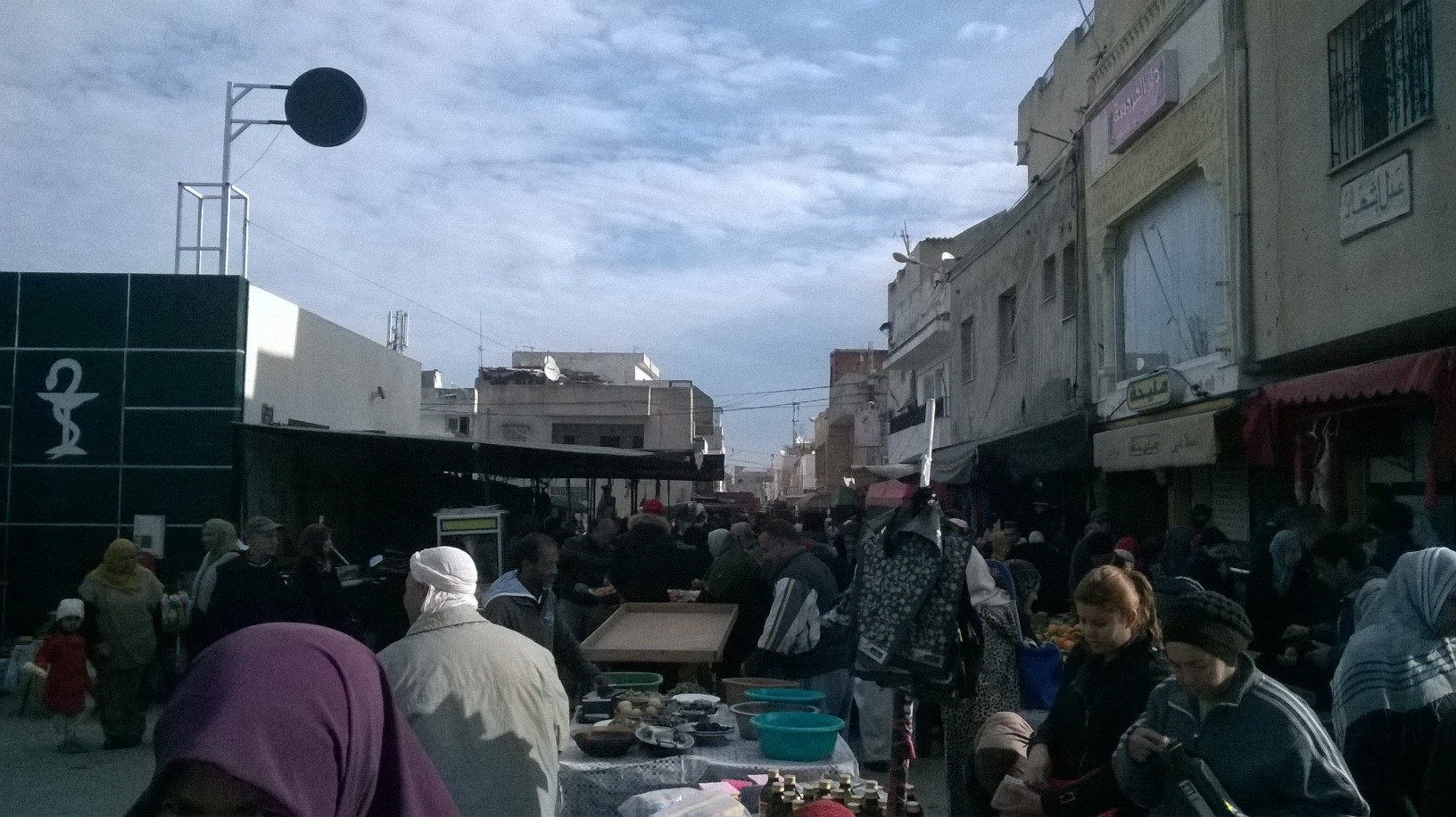
Marché d'El Kabaria.

La zone est urbanisée à partir de 1955 pour reloger les ruraux chassés par les spoliations coloniales et la crise des années 1930 puis pour loger les fonctionnaires après l'indépendance en 1956, conduisant les premiers à acquérir dans les années 1960 des logements sommaires et souvent construits illégalement.
Marginalisée sur le plan économique, la délégation voit se développer un trafic de cannabis dans les années 1980.
Durant les années 2010, le taux de chômage atteint 27 % alors que l'économie informelle, appuyée par un organisme de microcrédit (Enda Tamweel) permet à une majorité d'habitants de survivre. Dans ce contexte, la prise de contrôle des deux principales mosquées par des salafistes encourage entre 2012 et 2014 le départ de certaines jeunes vers la Syrie ou la Libye pour rejoindre des organisations djihadistes.

## Démographie
En 2004, El Kabaria compte 81 261 habitants dont 41 067 hommes et 40 194 femmes répartis dans 18 405 ménages et 20 040 logements.
En 2020, ceci représente près de 10 % de la population de Tunis.

## Culture
En 2020, la délégation ne compte ni maison des jeunes ni centre culturel.
L'association Génération antimarginalisation fondée en 2013 organise toutefois du soutien scolaire et des activités culturelles, des formations et des cours d'autodéfense.